# Lairg
Lairg, schottisch-gälisch: An Luirg, ist eine  Ortschaft in Sutherland in den nördlichen Highlands in Schottland. Sie hat etwa 900 Einwohner. 
Lairg liegt am südöstlichen Ende von Loch Shin und ist damit einer der wenigen Orte dieser Größe in den nördlichen Highlands, die nicht an der Küste liegen. Seine für den Norden bedeutsame Größe verdankt Lairg der im 19. Jahrhundert erbauten Eisenbahnverbindung mit der Far North Line nach Inverness. Lairg liegt zudem zentral im Straßennetz des südlichen Teils von Sutherland, hier kreuzen sich die bis an die Nordküste führende A836 und die A839, die Teil einer Verbindung zwischen der Ost- und Westküste Schottlands ist. Zudem zweigt nördlich von Lairg die A837, die in Richtung Kinlochbervie und Durness an der West- bzw. Nordküste führt, ab. Aufgrund der geringen Bevölkerungsdichte in den weitgehend unbesiedelten weiten Gebieten nördlich von Lairg sind die A836 und die A837 dort als Single track roads ausgeführt.
Außerdem ist Lairg ein wichtiger Markt für Schafe. Es finden dort einige der größten Auktionen Europas statt.
Ein Archäologischer Pfad auf dem Ord Hill ist bei Lairg ausgeschildert. Südlich des Ortes liegen die Falls of Shin, an denen von einer Besucherplattform Lachse bei der Überwindung der Stromschnellen beobachtet werden können.

## Persönlichkeiten
- James Matheson (1796–1878), britischer Unternehmer und Politiker